# Caladium bicolor
Espèce
Synonymes
- Alocasia rex N.E.Br.[1]
- Arum bicolor Aiton[1] [2]
- Arum pellucidum Fulchir ex Kunth[1]
- Arum vermitoxicum Vell.[1]
- Caladium albopunctatissimum Jacob-Makoy ex H. Karst.[2]
- Caladium albopunctatissimum Jacob-Makoy ex H.Karst.[1]
- Caladium amoenum Engl.[2]
- Caladium appunianum Engl.[2]
- Caladium argyrospilum Lem.[2]
- Caladium barraquinii Hérincq[1]
- Caladium bicolor f. argyrospilum (Lem.) Engl.[2]
- Caladium bicolor f. argyrospilum (Lem.) Vent.[2]
- Caladium bicolor var. albomaculatum Engl.[2]
- Caladium bicolor var. argyrospilum (Lem.) Engl.[2]
- Caladium chantinii Lem.[1]
- Caladium devosianum Lem.[1]
- Caladium eckhartii Lem. ex Engl.[1]
- Caladium firmulum Schott[1]
- Caladium gaerdtii K.Koch & Fint.[1]
- Caladium haageanum K.Koch[1]
- Caladium jacquinii Ten.[1]
- Caladium ketteleri Engl.[1]
- Caladium laucheanum K.Koch[1]
- Caladium macrophyllum Lem.[1]
- Caladium neumannii Lem.[1]
- Caladium ottonis Engl.[1]
- Caladium pallidinervium Engl.[1]
- Caladium regale Lem.[1]
- Caladium sagittifolium Sieber ex Engl.[1]
- Caladium thelemannii Verschaff.[1]
- Caladium vellozoanum Schott[1]
- Caladium wagneri Engl.[1]
- Cyrtospadix bicolor (Ait.) Britt. & P. Wilson[2]
- Cyrtospadix bicolor (Aiton) Britton & P.Wilson[1]

Caladium bicolor est une espèce de plantes ornementales de la famille des Aracées. On la trouve dans les jungles tropicales. Elle mesure jusqu'à 40 cm de haut. Ses feuilles sont le plus souvent blanches ou rouges au centre et vertes sur les bords.
Cette plante est toxique mais non mortelle pour les petits animaux dont les chats et les chiens. Elle peut être dangereuse pour les êtres humains si elle est ingérée en grande quantité.

Le Caladium bicolor est notamment populaire en Asie, en particulier en Thaïlande, au Vietnam, en Malaisie, en Indonésie et au Cambodge.

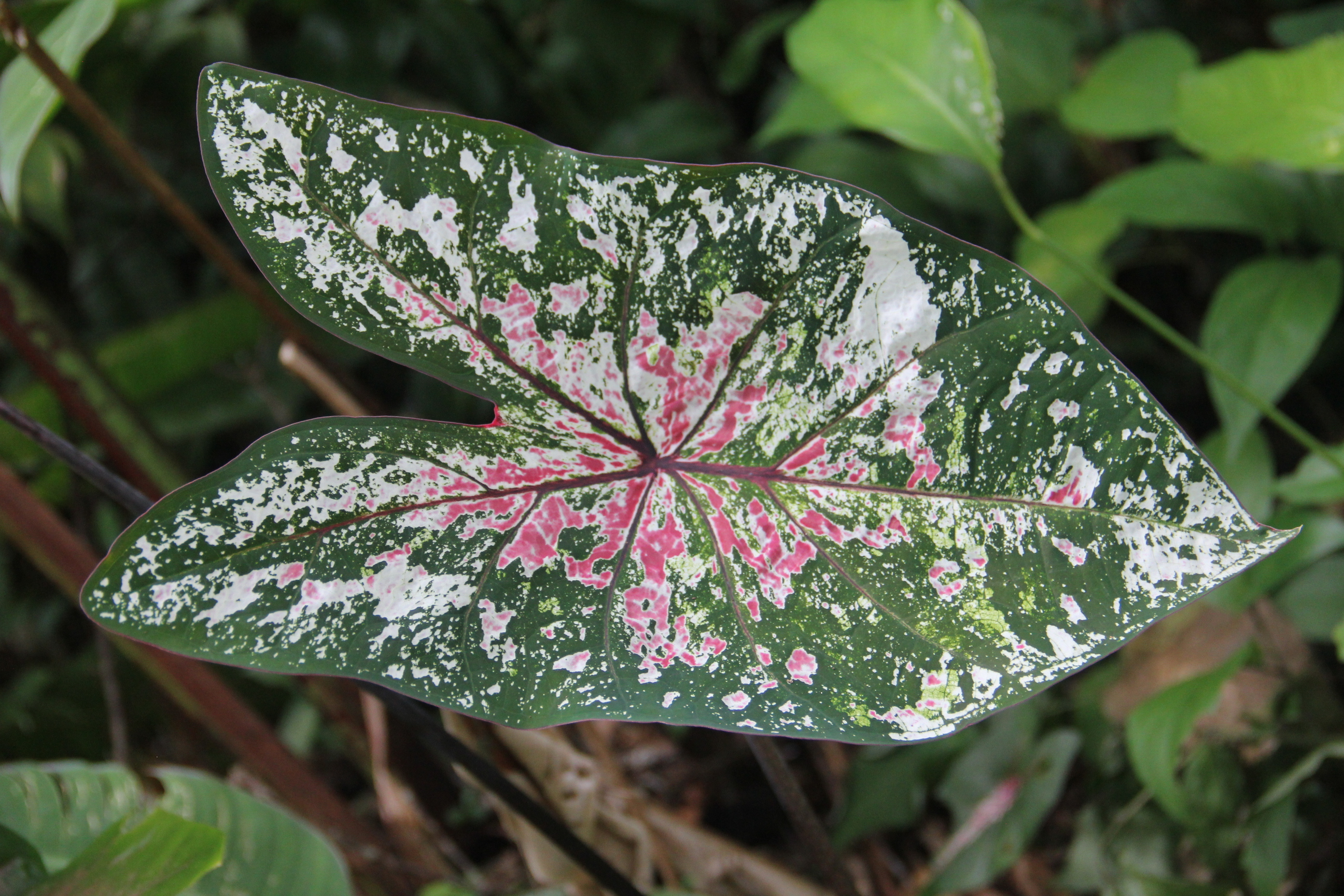
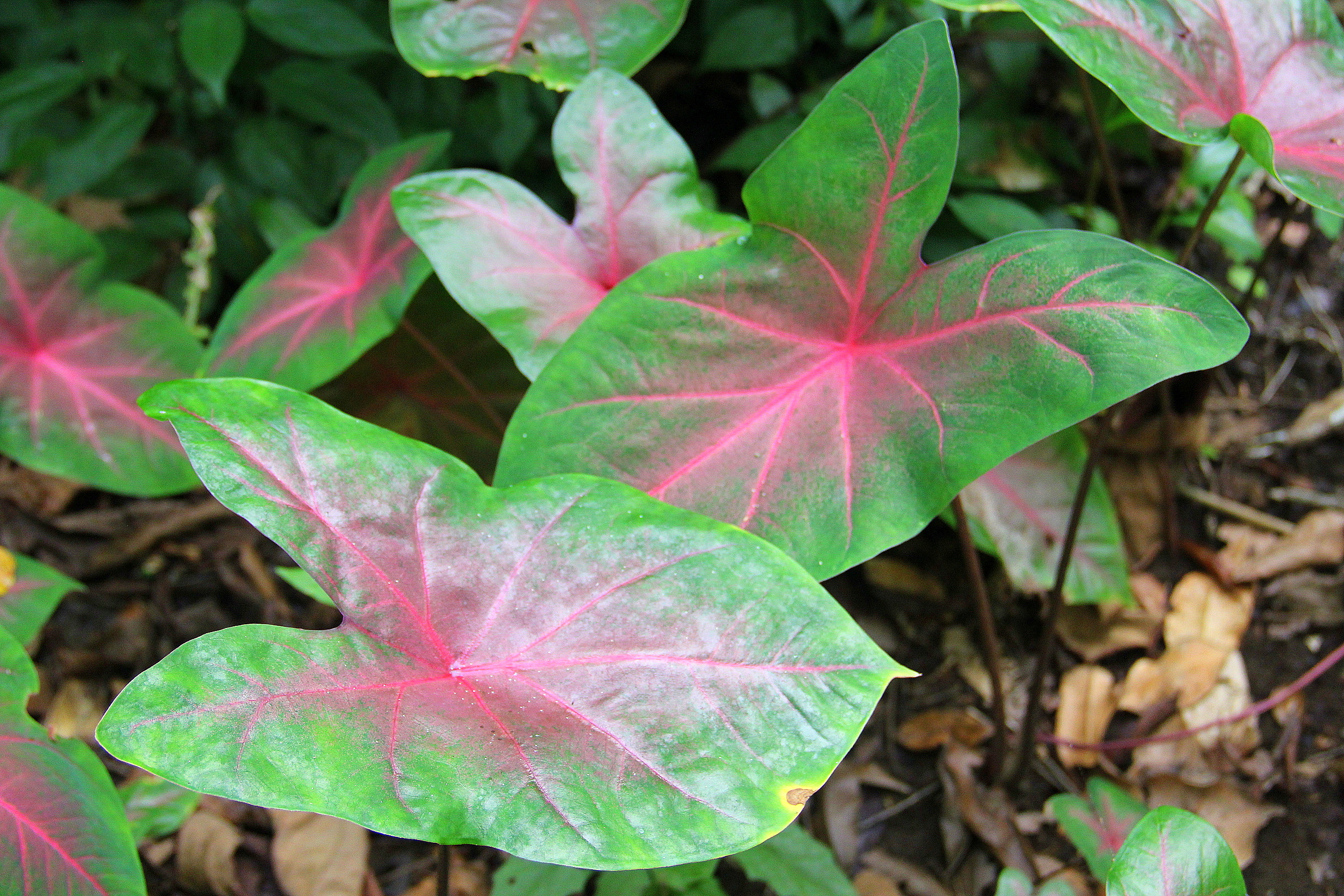
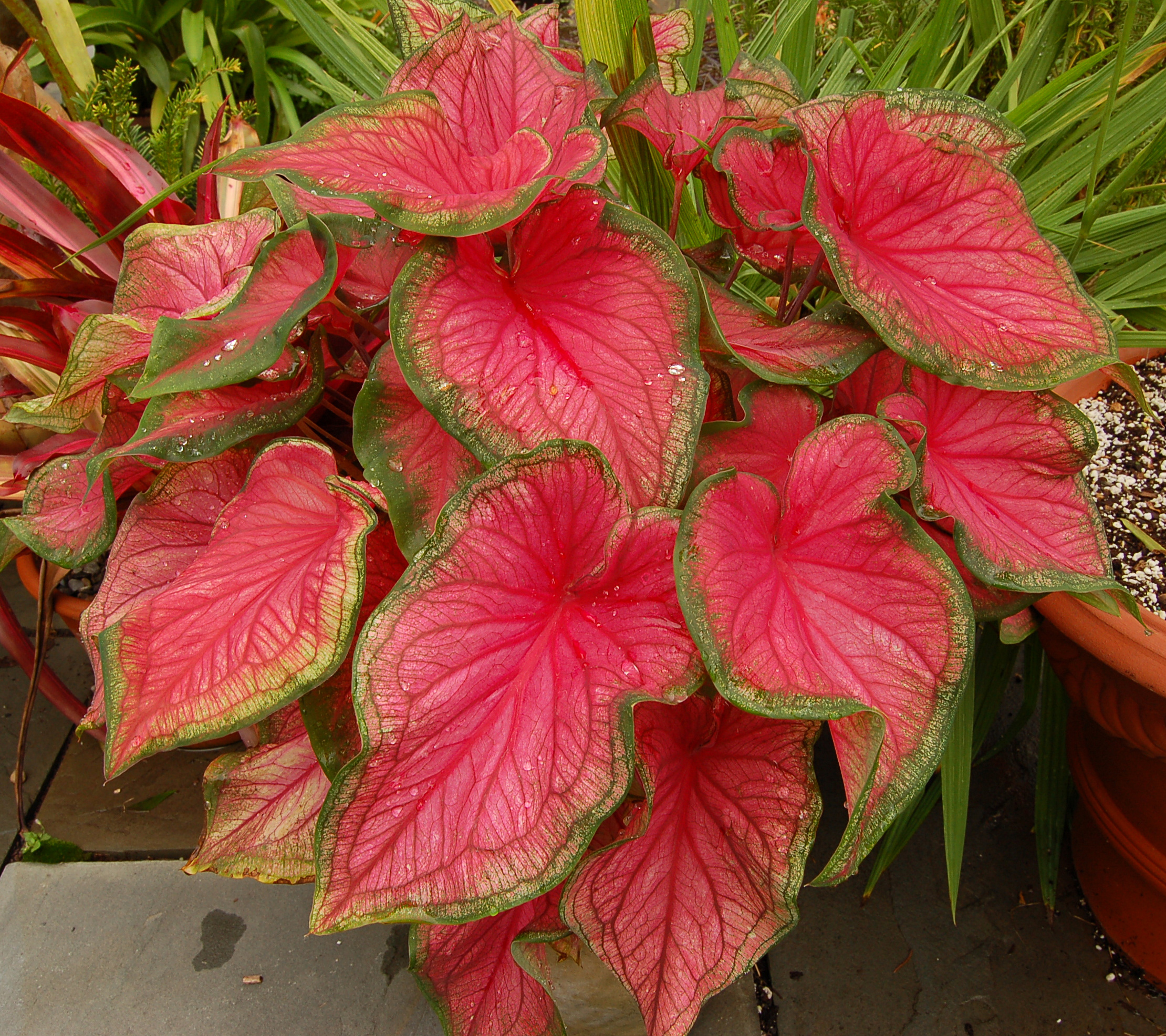
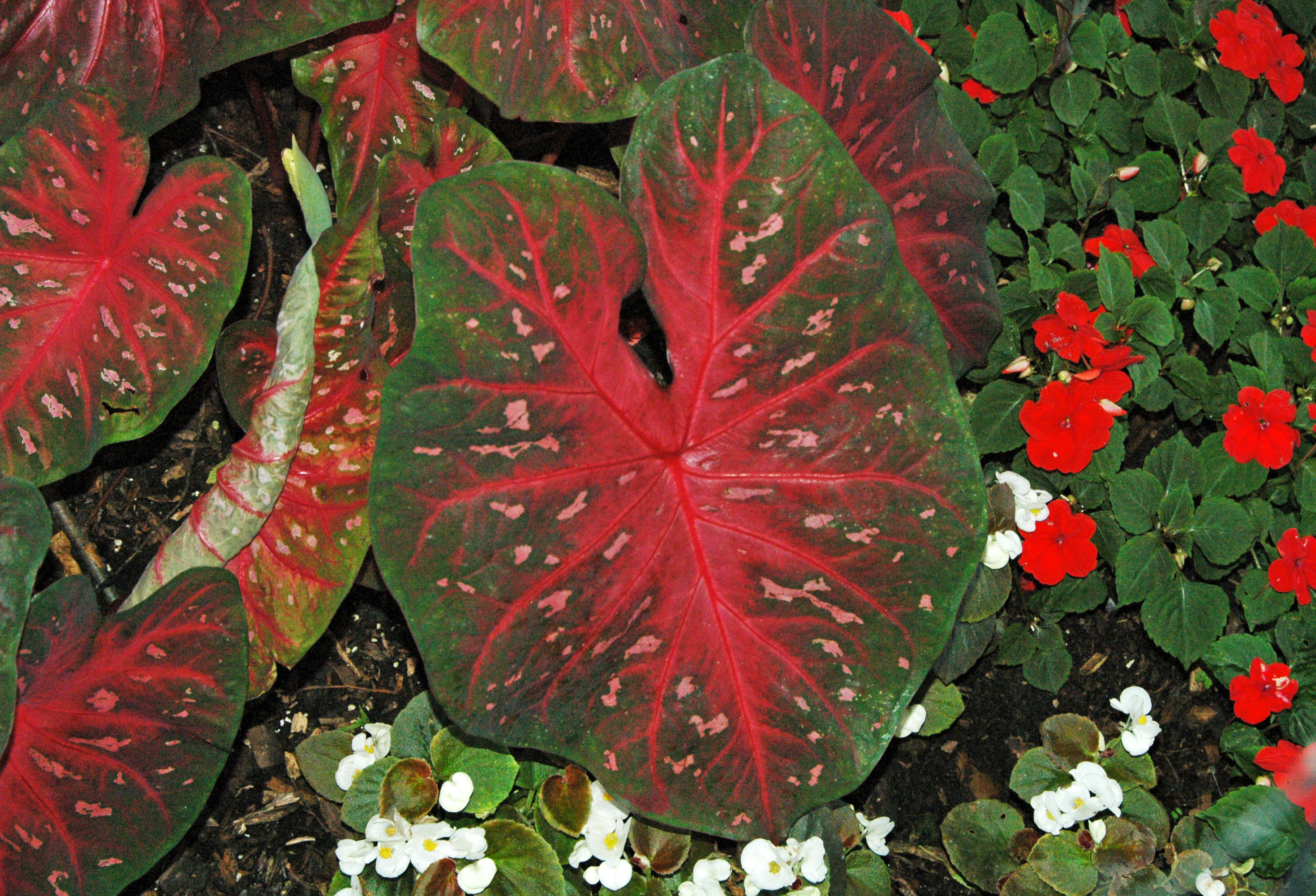
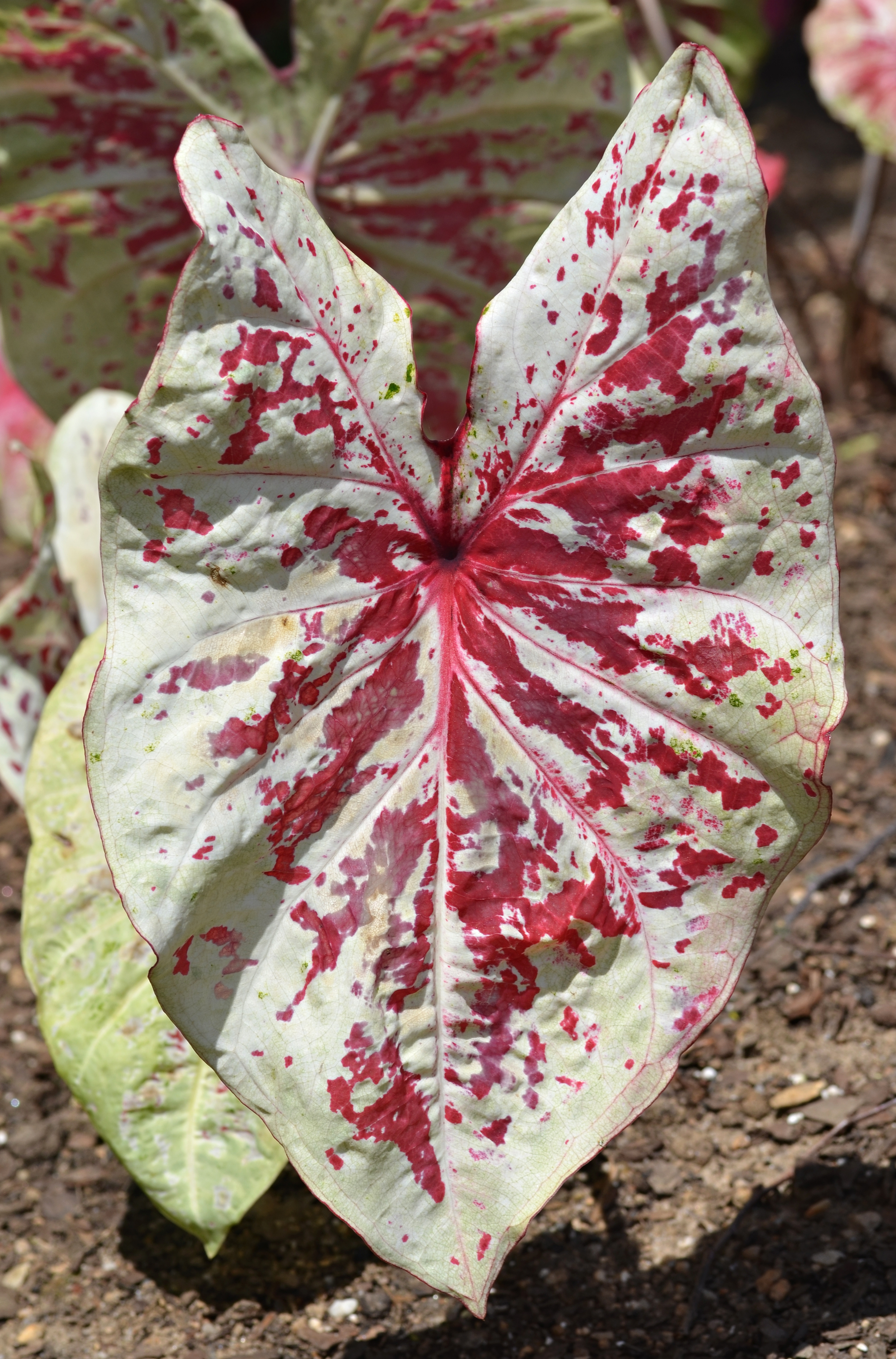
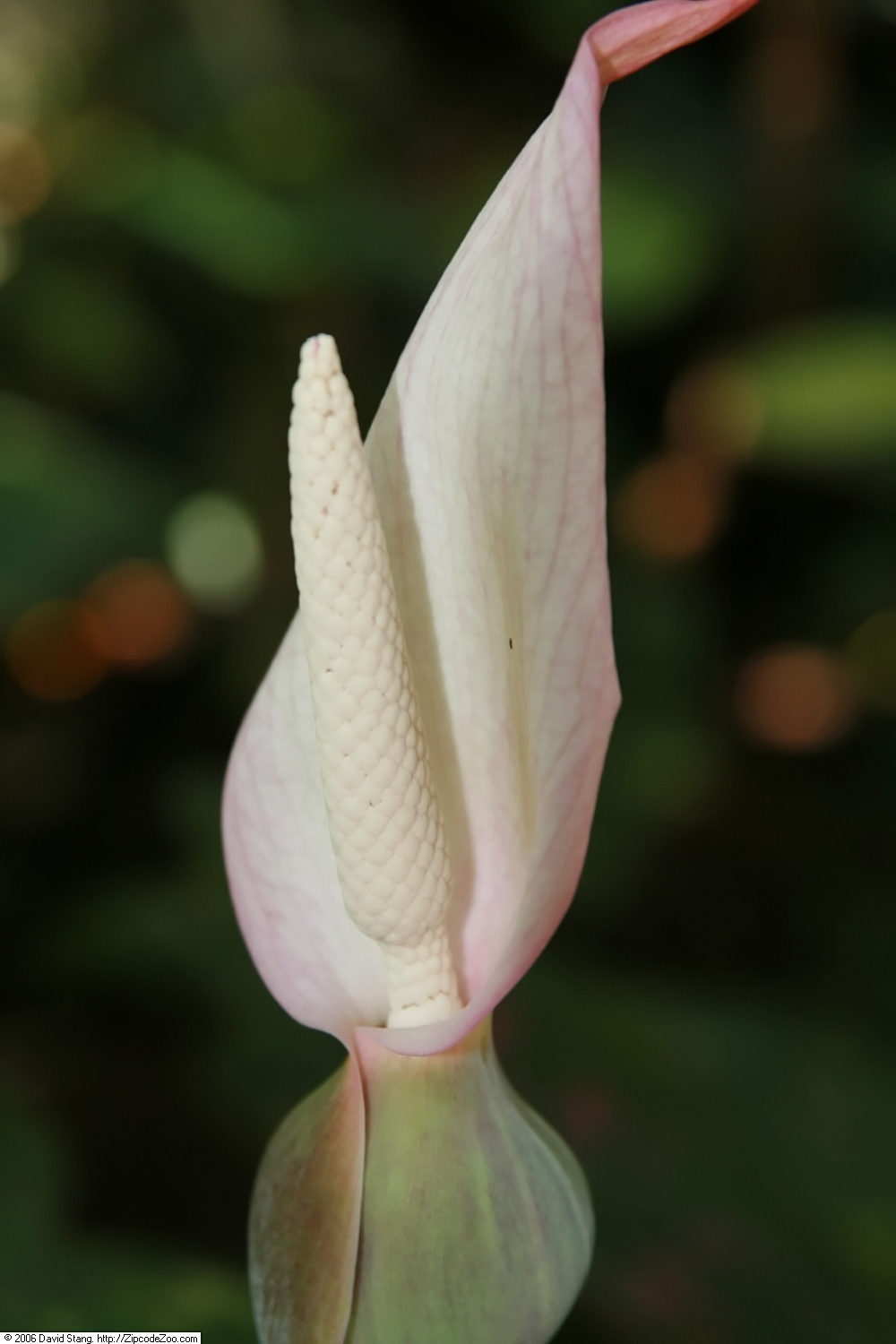
Fleur

## Liste des variétés
Selon Tropicos (10 juin 2020) (Attention liste brute contenant possiblement des synonymes) :
- Caladium bicolor var. albomaculatum Engl.
- Caladium bicolor var. argyrospilum (Lem.) Engl.
- Caladium bicolor var. barraquinii Engl.
- Caladium bicolor var. bohemicum Engl.
- Caladium bicolor var. brongniartii (Lem.) Engl.
- Caladium bicolor var. chantinii (Lem.) Engl.
- Caladium bicolor var. curwadlii Engl.
- Caladium bicolor var. devosianum (Lem.) Engl.
- Caladium bicolor var. duchartrei Engl.
- Caladium bicolor var. eckhartii Engl.
- Caladium bicolor var. enkeanum (K. Koch) Engl.
- Caladium bicolor var. haematostigma Kunth
- Caladium bicolor var. hendersonii Engl.
- Caladium bicolor var. houbyanym Engl.
- Caladium bicolor var. houlletii (Lem.) Engl.
- Caladium bicolor var. ketteleri Engl.
- Caladium bicolor var. kochii Engl.
- Caladium bicolor var. kramerianum Engl.
- Caladium bicolor var. laucheanum (K. Koch) Engl.
- Caladium bicolor var. leopoldii Engl.
- Caladium bicolor var. lindenii Engl.
- Caladium bicolor var. macrophyllum (Lem.) Engl.
- Caladium bicolor var. marginatum (K. Koch & C.D. Bouché) Engl.
- Caladium bicolor var. mirabile (Lem.) Engl.
- Caladium bicolor var. neumannii (Lem.) Engl.
- Caladium bicolor var. pellucidum (DC.) Engl.
- Caladium bicolor var. perrieri (Lem.) Engl.
- Caladium bicolor var. pictum Kunth
- Caladium bicolor var. poecile (Schott) Engl.
- Caladium bicolor var. regale (Lem.) Engl.
- Caladium bicolor var. roseo-maculatum Engl.
- Caladium bicolor var. rubellum (K. Koch & Fintelm.) Engl.
- Caladium bicolor var. rubicundum Engl.
- Caladium bicolor var. rubrivenium Engl.
- Caladium bicolor var. sieboldii Engl.
- Caladium bicolor var. splendens (K. Koch & Fintelm.) Engl.
- Caladium bicolor var. stangeanum (K. Koch) Engl.
- Caladium bicolor var. surinamense (Miq.) Engl.
- Caladium bicolor var. transparens Engl.
- Caladium bicolor var. vellozianum (Schott) Engl.
- Caladium bicolor var. vermitoxicum (Vell. ex Kunth) Stellfeld
- Caladium bicolor var. verschaffeltii (Lem.) Engl.
- Caladium bicolor var. wightii (Lem.) Engl.